# Боркум
Боркум (њем. Borkum) град је у њемачкој савезној држави Доња Саксонија. Једно је од 19 општинских средишта округа Лер. Према процјени из 2010. у граду је живјело 5.266 становника. Посједује регионалну шифру (AGS) 3457002.

## Географски и демографски подаци
Боркум се налази у савезној држави Доња Саксонија у округу Лер. Град се налази на надморској висини од 6 метара. Површина општине износи 31,0 km². У самом граду је, према процјени из 2010. године, живјело 5.266 становника. Просјечна густина становништва износи 170 становника/km².

## Међународна сарадња
| Мјесто | Држава    | Врста сарадње | Од    |
| ------ | --------- | ------------- | ----- |
| Варфум | Холандија | партнерство   | 2000. |
| Извор  |           |               |       |